# Рэдукан, Андреа
Андре́я Мэдэли́на Рэдука́н (рум. Andreea Mădălina Răducan; род. 30 сентября 1983, Бырлад, Васлуй) — румынская гимнастка, чемпионка летних Олимпийских игр 2000 года в командном многоборье, пятикратная чемпионка мира.

## Спортивная биография
Заниматься спортивной гимнастикой Рэдукан начала в 4,5 года в родном Бырладе. Выиграв более 20 медалей на внутрирумынских соревнованиях Рэдукан
была приглашена в юниорскую сборную Румынии, располагавшуюся в городе Онешти. В 1998 году Рэдукан выиграла свои первые крупные международные награды. На чемпионате Европы среди юниоров Рэдукан завоевала серебро на бревне и бронзу в вольных упражениях, также она стала четвёртой в абсолютном первенстве. Спустя год на взрослом чемпионате мира Рэдукан стала сразу двукратной чемпионкой мира, победив в командном многоборье и в вольных упражнениях и став второй на бревне.
В 2000 году Андрея Рэдукан дебютировала на летних Олимпийских играх в Сиднее. По итогам квалификационного раунда сборная Румынии со вторым результатом пробилась в финал, а сама Рэдукан вышла в финальную стадию в абсолютном первенстве, в опорном прыжке и в вольных упражнениях. В финале командного первенства сборная Румынии с разницей всего в 0,2 балла смогла опередить россиянок и завоевать золотые медали, особенно этому поспособствовала Рэдукан, набравшая наибольшую сумму баллов среди всех спортсменок. В опорном прыжке Рэдукан была близка к победе, но в итоге уступила 0,038 балла россиянке Елене Замолодчиковой. Вольные упражнения у Рэдукан не задались и в итоге румынская гимнастка заняла 6-е место. Также на счету Рэдукан было золото в абсолютном первенстве, но спустя всего пару дней спортсменку дисквалифицировали за употребление псевдоэфедрина и лишили этой награды.
В 2001 году на чемпионате мира в бельгийском Генте Рэдукан стала главной героиней первенств, завоевав сразу 5 медалей. Золото румынская гимнастка выиграла в командном многоборье, вольных упражнениях и на бревне, а бронзу завоевала в абсолютном первенстве и в опорном прыжке.
В 2002 году Рэдукан завершила свою карьеру. После ухода из спорта Андрея работала спортивным комментатором на канале Eurosport и поступила в Бухарестский университет на журналистику.
Возглавляла федерацию гимнастики Румынии с апреля 2017 по декабрь 2019 года. Подала в отставку после того, как и женская, и мужская сборные Румынии не смогли квалифицироваться на летние Олимпийские игры 2020 года в Токио.

## Допинг
Спустя пару дней после завоевания Рэдукан золотой медали в индивидуальном многоборье на летних Олимпийских играх в Сиднее Международный олимпийский комитет (МОК) принял решение дисквалифицировать спортсменку и лишить её победы в личном первенстве. Поводом послужило то, что в допинг-пробе румынской гимнастки был обнаружен псевдоэфедрин. Этот препарат является стимулятором и внесён в список запрещенных субстанций. В ходе расследования выяснилось, что псевдоэфедрин, попавший в организм Рэдукан, содержался в таблетке нурофена, которую ей прописал врач команды Йоахим Уна, когда Андрея пожаловалась на простуду. МОК признал, что спортсменка стала жертвой халатности врача и её лишили только золота в личном многоборье, оставив золото в командном многоборье и серебро в опорном прыжке. Йоахима Уна дисквалифицировали на две Олимпиады.

## Личная жизнь
- В 2010 году Андреа Рэдукан выпустила книгу «Обратная сторона медали» (рум. Reversul medaliei, англ. The Other Side of the Medal).